# Rajmund z Carbony
Rajmund z Carbony także Rajmund Carbonnier (zm. 29 maja 1242 w Tuluzie) – kapłan franciszkanin, męczennik, błogosławiony Kościoła rzymskokatolickiego.
Był członkiem misji wysłanej przez papieża Grzegorza IX do Tuluzy. Miał nawracać albigensów. W misji towarzyszył mu inny franciszkanin Stefan z Narbony.
Misjonarze zostali podstępnie zaproszeni do zamku niejakiego Rajmunda Alfar z Avignonet. W wigilię uroczystości Wniebowstąpienia Pańskiego, nocą, setki albigensów wtargnęło do zamku, by zabić wysłanników papieskich. Zakonnicy zostali ścięci. Ciała franciszkańskich męczenników pochowano w kościele minorytów w Tuluzie. Zostali beatyfikowani w grupie Dwunastu Męczenników z Tuluzy przez papieża Piusa IX (OFS) 6 września 1866.
Bł. Rajmund z Carbony czczony jest w Kościele katolickim w grupie męczenników w dzienną pamiątkę śmierci. Franciszkanie wspominają błogosławionego 27 maja.